# 신의 존재
신(神)의 존재(存在)와 신의 부존재에 대한 주장은 철학자, 신학자, 과학자 등 매우 많은 사람들이 제기해 왔다. 신의 존재 여부는 철학과 대중문화 모두에서 활발한 논쟁 거리이다. 또한 신의 존재를 인정하는 유신론, 신의 존재를 부정하는 무신론, 그 존재를 알 수 없다는 불가지론의 입장이 있다.

## 신의 존재 논증
1. 자연신학적 논증 - 이 세계가 아름답고 또한 합리적이며 완전한 질서를 지니고 있는 이상, 이 세계를 창조했던 현명한 신이 존재해야만 한다.
- 반박: “이 세계가 아름답고, 합리적이며, 완전한 질서를 지녔다.”라는 ‘명제’는 인식주체의 주관에 불과하므로, 올바른 전제라고 할 수 없다.

2. 우주론적 논증 - 자연계의 인과관계(因果關係)를 거쳐 계속하여 원인을 규명해 나간다면 최초의 제1원인으로서의 신을 시인하지 않을 수 없다.
- 반박: 제1원인이 그것의 존재 근거가 상정되지 않는, 즉 원인이 없는 자기원인이라면 자연 그 자체도 자기원인이라고 상정하지 못할 이유가 전혀 없으므로, 신을 제1원인으로 놓는 것은 필연적 결론이 아니다.

3. 존재론적(본체론적) 논증 - 인간은 불완전하고 상호간에 관련이 있으므로 완전무결하다고 생각되는 것, 즉 신이 존재해야만 한다.
- 반박: “인간은 불완전하다.”라는 ‘명제’는 인식주체의 주관에 불과하므로, 올바른 전제라고 할 수 없다.

4. 목적론적 논증 - 자연이 어디까지나 목적에 적응한 질서를 지니고 있는 이상, 자연 전체의 설계자로서의 신이 존재해야만 한다.
- 반박: 자연의 운동이 누군가에 의해 부여된 목적을 반영하고 있는 것이 아니라, 자연 그 자체의 본성에 따른 운동이라고 한다면 목적론적 논증은 부당한 전제로부터 출발한 것이라고 할 수 있다.

5. 도덕적 논증 - 우리에게 그 실행을 강력히 요구하는 도덕 법칙의 원천으로서 신을 생각할 수 있다.
- 반박: 도덕 법칙은 각 지역과 나라마다 그 세부적 차이를 보이며, 일괄적으로 적용될 수 없다는 점에서, 도덕 법칙의 근저에 ‘완전무결한 신’이 있다는 필연적 결론이 도출되지 않는다.

6. 미학적 논증 - 미술의 진리가 될 수 있으며 미를 통하여 신의 존재를 증명하고자 하는 방법이다.
- 반박: 미술이 진리가 된다는 주장은 충분한 근거로 뒷받침되지 못하므로, 부당한 전제에 기반한 주장이다.

7. 믿음의 유추 - 오직 성경을 하느님의 말씀으로 받아들일 때 성령의 역사로 하느님의 존재하심을 믿게 되는 방식이다.
- 반박: 성경 내용의 당위성을 받아들이지 않고, 성경을 진리로 믿지 않는다면 신의 존재를 믿지못하게 된다.

8. 지적설계 - 창조물에 나타난 지적인 설계(의도적 요소)를 통하여 신의 존재를 좀 더 이성적으로 설명하는 시도이다.
- 반박: 과학적 이론에 조화를 이루지 못하고, 실재로 신의 설계에 의해 창조가 사실이라고 해도 신을 거부하면 효력이 없다.[1]

## 불가지론
신의 존재에 대한 진위는 알려져있지 않거나 알 수 없다는 관점이다.

## 같이 보기
- 변증학
- 형이상학
- 악의 문제
- 합리론
- 과학과 종교의 관계
- 초월적 신학
- 리처드 도킨스
- 크리스토퍼 히친스

## 참고 문헌
- 벌코프, 조직신학 (서울:크리스챤다이제스트, 2000).
- 안명준, 한 눈에 보는 성경 조직신학 (서울:도서출판 기쁜날, 2014), 176-186.
- Richard Dawkins, The God Delusion, Black Swan, 2007 (ISBN 978-0-552-77429-1).
- Christopher Hitchens, God is Not Great: How Religion Poisons Everything. Twelve Books, 2007 (ISBN 978-0-446-57980-3).
- Hick, John, ed. (1964). The Existence of God: Readings, in The Problems of Philosophy Series. New York: Macmillan Co.
- Plantinga, Alvin. “Two Dozen (or so) Theistic Arguments” (PDF). Calvin College. 2008년 7월 24일에 원본 문서 (PDF)에서 보존된 문서. 2007년 11월 25일에 확인함.
- Schneider, Nathan (2013). 《God in Proof: The Story of a Search from the Ancients to the Internet》. University of California Press. ISBN 9780520269071.
- Swinburne, Richard (2004). 《The Existence of God》 2판. Oxford: Oxford University Press. ISBN 978-0199271672.
- Walls, Jerry L.; Dougherty, Trent, 편집. (2018). 《Two Dozen (or so) Arguments for God》. Oxford: Oxford University Press. ISBN 978-0190842222.